# Gaia Weissová
Gaia Weissová (* 30. srpna 1991 Paříž) je francouzská herečka a modelka, která na filmovém plátně debutovala roku 2013 rolí Beatrice v romantické komedii Bílá jako sníh, rudá jako krev. Zahrála si v seriálech Vikingové (2014–2015), Cizinka (2016), či jako vévodkyně Ippolita Sforzová v dramatické seriálu Medicejové: Vládci Florencie (2016–2018).

## Osobní život
Narodila se roku 1991 ve francouzské metropoli Paříži do rodiny Catherine a Alaina Weissových. Má bratra Auriela Weisse. Pochází z židovské rodiny. Alsaský děd z otcovy strany Jean-Michel Weiss byl spoluzakladatelem chromoterapie a členem hnutí odporu. Z matčiny strany má polský původ. Dětství prožila ve Francii, Anglii a Polsku. Hovoří francouzsky, polsky, anglicky a na základní úrovni rovněž hebrejsky.
Od tří let se věnovala baletu. Během londýnské fáze dětství ji k herectví přivedl prastrýc, který s ní navštěvoval představení ve westendském divadle. V sedmi letech se tak zapsala do dramatického kroužku. Po návratu do Paříže nastoupila na soukromou divadelní školu Cours Florent, kde se věnovala komedii a pokračovala studiem na londýnské akademii dramatických umění v Hammersmithu. Pro finanční náročnost studia začala modelingovou kariéru. Stala se tváří pařížského klenotnického domu Mauboussin. V roce 2011 se připojila k souboru Francise Hustera, aby získala praxi na francouzských divadelních scénách. Obsazena byla také do her Don Juan a Misantrop.
V roce 2015 navázala partnerský vztah se skotským hercem Seanem Biggerstaffem, který v Harrym Potterovi ztvárnil Olivera Wooda, kapitána nebelvírského famfrpálového týmu.

## Filmografie

### Film
| Rok  | Název                              | Role              | Poznámky       |
| ---- | ---------------------------------- | ----------------- | -------------- |
| 2012 | La Nuit                            | žena              | krátkometrážní |
| 2013 | Bílá jako sníh, rudá jako krev     | Beatrice          |                |
| 2013 | Mary, Queen of Scots               | Mary Flemingová   |                |
| 2014 | Herkules: Zrození legendy          | Hébé              |                |
| 2015 | Učitelé na zakázku 2               | Vivienne Hamilton |                |
| 2017 | Extrémní rychlost                  | Devin             |                |
| 2017 | C'est beau la vie quand on y pense | Hoellig           |                |
| 2019 | Judy                               | Abbie             |                |
| 2019 | Alien Containment                  | Ward              | krátkometrážní |
| 2020 | Méandre                            | Lisa              |                |
| 2021 | Shepherd                           |                   |                |

### Televize
| Rok       | Název                        | Role                 | Poznámky                   |
| --------- | ---------------------------- | -------------------- | -------------------------- |
| 2014–2015 | Vikingové                    | Þorunn (Thorunn)     | vracející se role, 13 dílů |
| 2016      | Cizinka                      | hraběnka St. Germain | díl: „La Dame Blanche“     |
| 2016–2018 | Medicejové: Vládci Florencie | Ippolita Sforzová    | vracející se role, 6 dílů  |
| 2020      | Francouzská revoluce         | Marianne             | hlavní role                |